# فيليب بيتري
فيليب بيتري (بالألمانية: Philipp Petri)‏ (و. 1800 – 1868 م) هو رسام ألماني، ولد في هايلباد هايليغنشتات، توفي في غوتينغن، عن عمر يناهز 68 عاماً.